# راه مراکش
راه مراکش (به انگلیسی: Road to Morocco) فیلمی ۸۲ دقیقه‌ای به کارگردانی دیوید باتلر با بازی بینگ کرازبی است.